# Shropshire (queso)

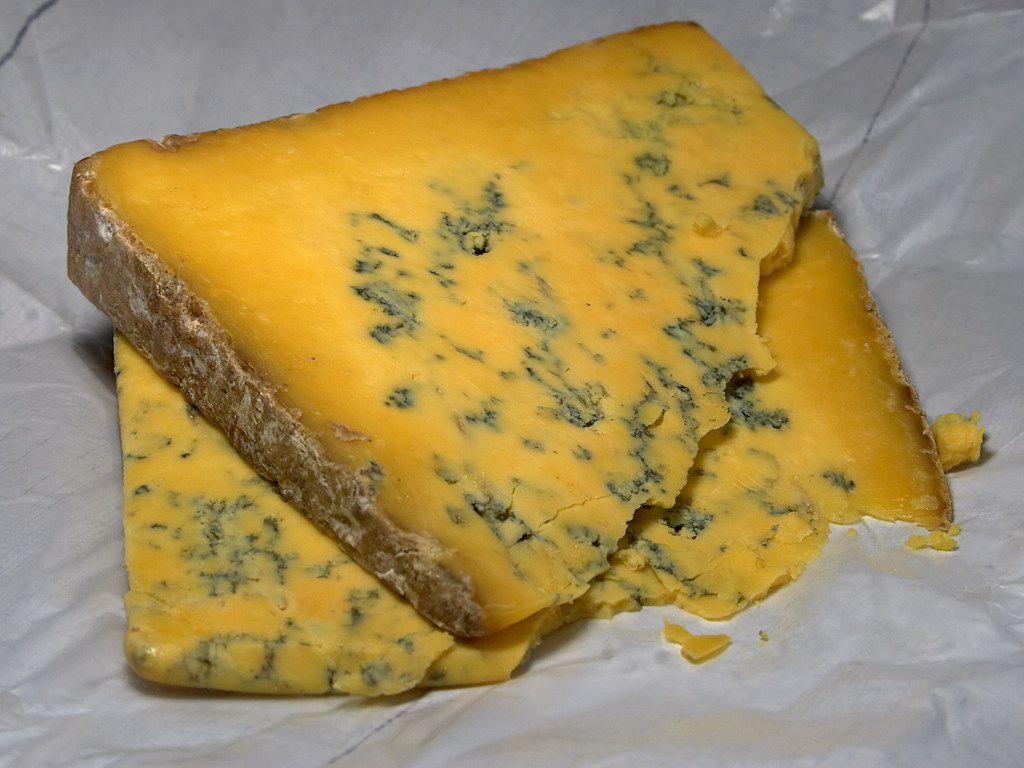
Shropshire.

El Shropshire es un queso de leche de vaca fabricado en el Reino Unido. Fue elaborado por primera vez en los años 1970 en la láctea Castle Stuart en Inverness (Escocia) por Andy Williamson, un fabricante de quesos experto en la preparación de Stilton en Nottinghamshire. El queso fue conocido inicialmente como Inverness-shire Blue o Blue Stuart, pero finalmente fue comercializado como Shropshire Blue, nombre elegido para aumentar su popularidad, a pesar de carecer de relación alguna con el condado de Shropshire.
Después del cierre de la láctea Castle Stuart en 1980, el queso fue revivido por Elliot Hulme y Harry Hanlin de Cheshire, pero de nuevo su fabricación cesó pronto. Actualmente es fabricado por  Long Clawson (Leicestershire) y las lácteas Cropwell Bishop y Colston Bassett en Nottinghamshire.
También es elaborado en el condado de Shropshire en la pequeña láctea artesanal, Ludlow Food Centre y por la Shropshire Cheese Company.

## Descripción
El Shropshire es un queso azul hecho de leche de vaca pasteurizada, y emplea cuajo vegeta. El color naranja procede de la adición de achiote, un colorante natural. El Penicillium roqueforti produce las vetas.
El queso tiene un color marrón anaranjado oscuro, corteza natural y madura por unas 10–12 semanas con un contenido graso de cerca del 34%. Hecho de forma parecida al Stilton, es un queso suave con un sabor fuerte y un aroma ligeramente acre. Es ligeramente agrio y de sabor más fuerte y normalmente más cremoso que el Stilton.